# Petrobunus
Genre
Petrobunus est un genre d'opilions laniatores de la famille des Petrobunidae.

## Distribution
Les espèces de ce genre se rencontrent en Asie de l'Est et en Asie du Sud-Est.

## Liste des espèces
Selon World Catalogue of Opiliones (01/07/2021) :
- Petrobunus chongqing Zhang, Zhang & Sharma, 2018
- Petrobunus hebei Zhang, Zhang & Sharma, 2018
- Petrobunus schwendingeri Giribet & Sharma, 2011
- Petrobunus spinifer Giribet & Sharma, 2011
- Petrobunus torosus Giribet & Sharma, 2011

## Publication originale
- Sharma & Giribet, 2011 : « The evolutionary and biogeographic history of the armoured harvestmen – Laniatores phylogeny based on ten molecular markers, with the description of two new families of Opiliones (Arachnida). » Invertebrate Systematics, vol. 25, no 2, p. 106–142.